# Tom Barras
Thomas "Tom" Barras (født 7. januar 1994 i Staines, England) er en britisk roer.
Barras vandt en sølvmedalje i dobbeltfirer ved OL 2020 i Tokyo, sammen med Harry Leask, Angus Groom og Jack Beaumont. Briterne blev i finalen besejret med knap to sekunder af guldvinderne fra Holland, mens Australien vandt bronze.
Barras har desuden vundet en VM-bronzemedalje i singlesculler ved VM 2017 i Sarasota.

## OL-medaljer
- 2020:  Sølv i dobbeltfirer